# Ángel del Río
Ángel del Río (Soria, 1901 - Nueva York, 1962) fue un profesor de literatura española, ensayista, hispanista, crítico e historiador español. Exiliado del franquismo en Estados Unidos, colaboró en las revistas más acreditadas del Hispanismo.[cita requerida]

## Exilio y muerte
Como muchos intelectuales de su época, sufrió el desgarro de la Guerra Civil que le obligó a refugiarse, definitivamente, en el país en el que se encontraba como embajador cultural de España.
En los Estados Unidos, donde impartía cursos de literatura fue nombrado director del Instituto Hispánico en dicho país y, casi simultáneamenete, director de la revista Hispánica Moderna.[cita requerida]
En la primavera de 1962, estaba en París preparándose para enseñar en la Sorbona cuando le diagnosticaron cáncer de pulmón. Regresó a Nueva York y, tras dos semanas de estancia en el hospital, falleció mientras dormía en su casa tras una velada con sus seres queridos.

## Obras notables
Catedrático de Lengua y Literatura españolas de Columbia University en Nueva York, es autor de una excelente antología de ensayistas. Entre sus obras más destacadas están El concepto contemporáneo de España (1946), una puntual Historia de la literatura española (1948) en dos volúmenes y Estudios sobre Literatura Española (1966).
Ha escrito además Vida y obras de Federico García Lorca (Zaragoza, 1952).
Otras importantes obras suyas son Estudios galdosianos (Zaragoza: Librería General, 1953), Introducción a Poeta en Nueva York, de Lorca, (Madrid: Taurus, 1958); El mundo hispánico y el mundo anglosajón en América. Choque y atracción de dos culturas (Buenos Aires, 1960) y una muy extensa Antología General de Literatura Española. Verso - Prosa - Teatro, en colaboración con su esposa, Amelia Agostini de del Río